# 郭緒
郭 緒（かく しょ、正統10年6月7日（1445年7月11日）- 正徳3年6月18日（1508年7月15日））は、明代の官僚。字は継業。本貫は開封府太康県。

## 生涯
正統10年（1445年）6月7日、郭果と楊氏のあいだの三男として生まれた。7歳のときに父母を相次いで失い、祖母の王氏に養育された。成化17年（1481年）、進士に及第した。楚王府への使者をつとめ、王府からの贈物の受け取りを拒否した。戸部湖広司主事に任じられ、食糧20万を陝西に輸送して軍に補給するのを監督した。弘治元年（1488年）、戸部員外郎を代行した。弘治6年（1493年）、正式に員外郎となった。総儲郎中を代行し、宣府に赴任した。弘治7年（1494年）、正式に郎中となり、江西に赴任した。弘治11年（1498年）、雲南布政司左参議に転じた。
かつて木邦宣慰司の地が分割されて孟密宣撫司が設置された。孟密の思揲はさらに境界の外の木邦の地27か所を占領した。明の朝廷は思揲に占領地を返還するよう説諭したが、思揲は聞き入れなかった。そこで孟養宣撫の思禄の兵を動員して思揲を脅させると、思揲はようやく占領地を返還したが、孟養の兵の多くを殺害した。思禄は思揲を仇として、兵を発して金沙江を越え、孟密の地13か所を奪った。両者はお互いを強く恨んでやまなかった。
弘治14年（1501年）5月、雲南巡撫の陳金は弘治帝の詔を受けて、郭緒と副使の曹玉を派遣して思禄を説得させることにした。郭緒らは10日あまりで金歯に到達した。参将の盧和が軍を率いて先行していたが、尻込みして進まず、曹玉も病を理由に辞退した。郭緒は単騎で数人を連れて行くことにした。さらに10日ほどで南甸に達したが、地形が峻険で馬に乗っては進めず、棘を斬り徒歩で縄を引いて登った。さらに10日ほどで一大沢にいたった。土官が象の輿に乗ってやってきたので、郭緒はこれに同乗して進んだ。さらに10日ほどで孟頼に到達し、金沙江まで2舎ばかりとなった。手ずから檄文を作り、使者に持たせて金沙江を渡らせ、朝廷の来意を告げさせた。孟養の兵が夜間に金沙江を渡って、郭緒らを数重に取り囲んだ。郭緒は抜刀して「明日は必ず江を渡る。あえて阻む者は斬る」と宣言した。思禄は檄文を読み、郭緒らがわずか数人でやってきたと聞いて、首長たちを集め、食事を準備した。郭緒は宴席を断り、弘治帝の勅諭を示すと、占領地を返すことを思禄に約束させた。
弘治16年（1503年）、郭緒は四川督儲参政に抜擢された。正徳元年（1506年）、雲南での功により、俸一級を加増された。正徳2年（1507年）、致仕して帰郷した。正徳3年（1508年）6月18日、病のため死去した。享年は64。著書に『学吟稿』があった。